# Ocmulgee National Monument
Ocmulgee National Monument è un sito archeologico della Cultura del Mississippi. Si trova lungo la riva est del fiume Ocmulgee presso la città di Macon nella contea di Bibb in Georgia. Il sito di Ocmulgee National Monument ha una superficie di circa 284 ettari (702 acri) ed è costituito da due aree fisicamente separate: una sull'altopiano di Macon che prende quindi il nome di sito di Macon e la seconda a circa 3 km a sud, in una area alluvionale del fiume Ocmulgee, che costituisce il sito di Lamar. I primi scavi del sito furono effettuati fra il 1933 ed il 1942 sotto la direzione dell'antropologo americano Arthur Randolph Kelly. Ocmulgee è stato dichiarato Monumento nazionale il 23 dicembre 1936 e nel 1966 è stato inserito nel National Register of Historic Places.

## Sito di Macon
Il sito di Macon si trova sul bordo sud-ovest dell'altopiano di Macon in una zona di transizione fra la regione pedemontana degli Appalachi e la pianura costiera dell'Atlantico. L'altopiano di Macon è stato abitato dai nativi americani fino dai tempi della preistoria. Alle prime comunità nomadi dei Paleoindiani di 12.000 anni fa, fecero seguito i cacciatori-raccoglitori della Fase Arcaica (8000 - 1000 a.C.), i primi agricoltori della Cultura Woodland (1000 a.C. - 900 d.C.) e quindi i consolidati agricoltori del primo periodo Mississippiano (900 - 1200 d.C.). I resti archeologici più notevoli presenti nel sito di Macon sono comunque quelli appartenenti alla Cultura del Sud Appalachi, una variante regionale della Cultura del Mississippi.
Il sito è delimitato a sud-ovest dal fiume Ocmulgee ed a sud-est dal suo affluente Walnut Creek mentre a nord si trova il sito archeologico di Fort Hawkins. Il sito è attraversato centralmente dalla linea ferroviaria costruita dalla Central of Georgia Railway nel 1843, la cui realizzazione ha danneggiato alcuni tumuli ed altri resti archeologici.
Attualmente il sito contiene 7 tumuli ed altri vari earthworks.

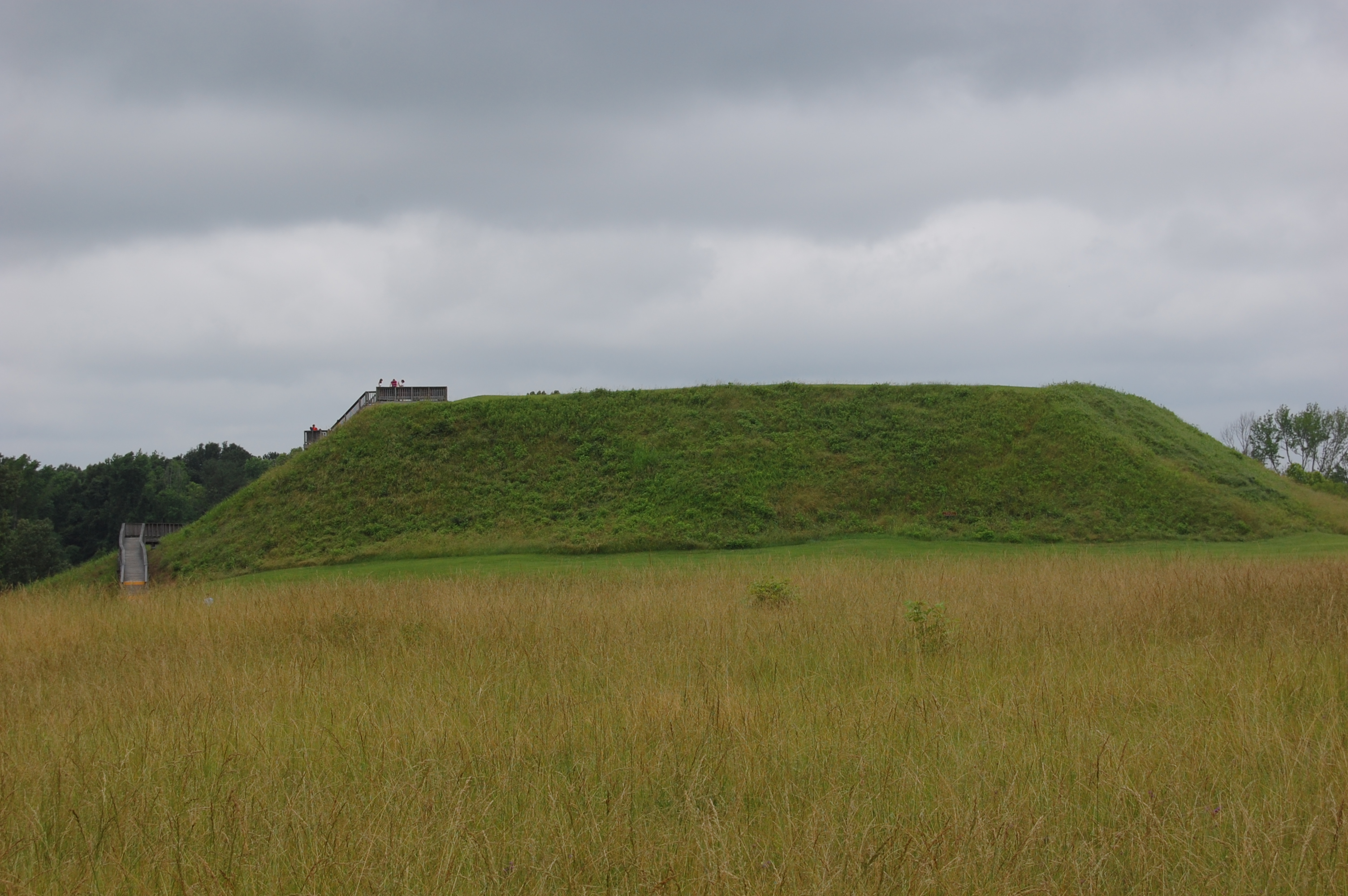
Tumulo Grande Tempio (Mound A)

Il tumulo più grande è detto Grande Tempio (Great Temple Mound o Mound A). Si trova nella zona sud-ovest del sito su un promontorio che domina la sottostante valle del fiume Ocmulgee. Ha forma di piramide tronca a base quadrangolare di circa 91 metri di lato ed è alto circa 15 metri.

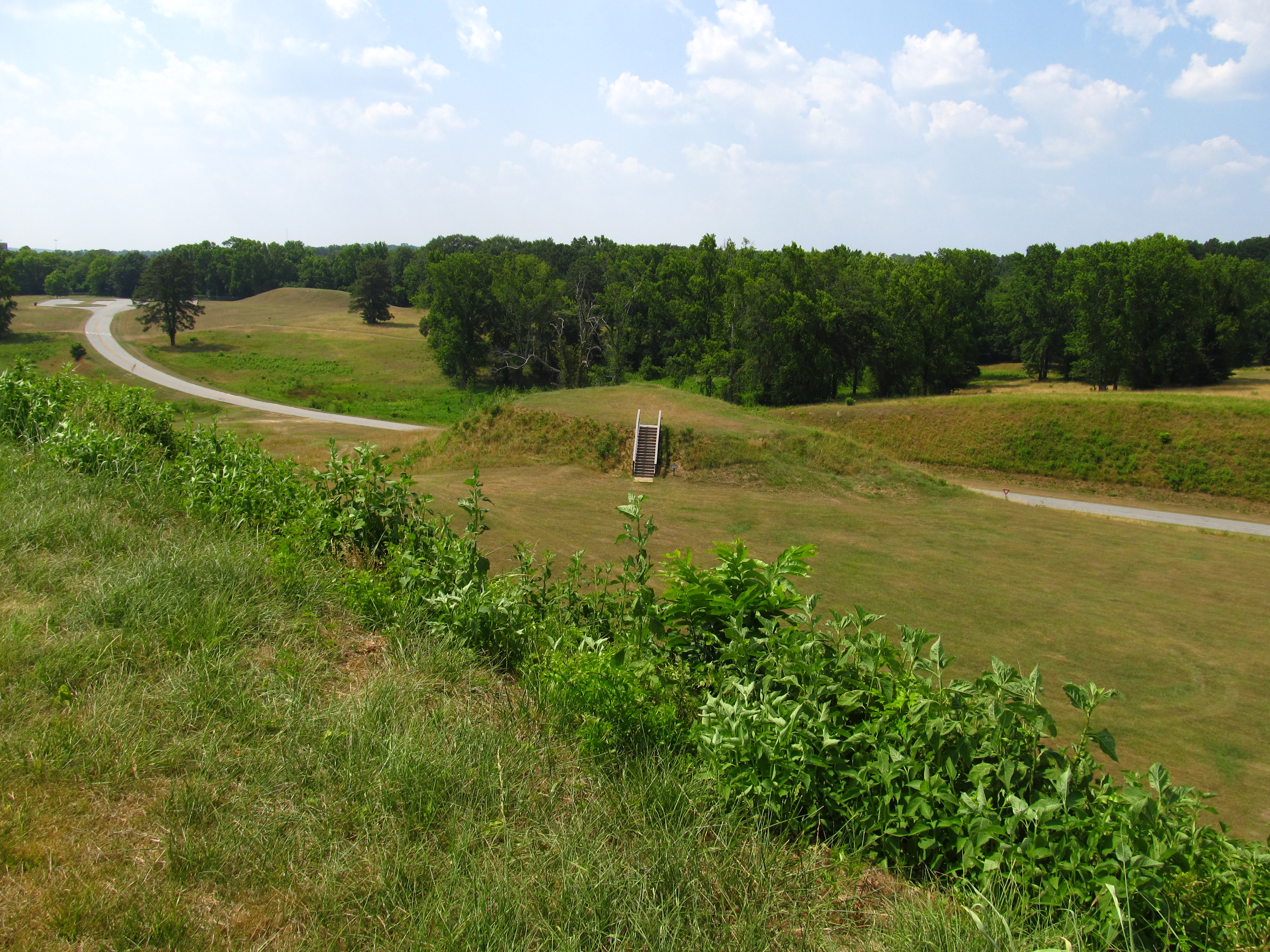
Tumulo del Tempio Minore (Mound B)

Il tumulo chiamato Tempio Minore (Lesser Temple Mound o Mound B) si trova a circa 100 metri a nord-ovest del Grande Tempio. Il tumulo era probabilmente a base ellittica. Il tumulo fu parzialmente distrutto dalla costruzione della linea ferroviaria che attraversa il sito. I resti attuali hanno la forma di un tronco di piramide a base triangolare di circa 30 metri di lato ed alto 3 metri.
Il Tumulo Funerario (Funeral Mound o Mound C) si trova nella parte ovest del sito. Anche questo tumulo fu parzialmente distrutto dagli scavi per la ferrovia gia menzionati, in quanto giace a poche decine di metri dalla strada ferrata. Ciò che resta ha una forma di tronco di cono a base ellittica che misura circa 70 metri in direzione est-ovest e circa 30 metri in direzione nord-sud. Nel punto centrale è alto circa 8 metri anche se in origine era sicuramente più alto.
Il Tumulo del Campo di grano (Cornfield Mound o Mound D) si trova nella zona centrale del sito a nord della ferrovia, a circa 200 metri a sud-ovest del Centri Visitatori. A causa delle intense coltivazioni il tumulo è stato eroso ed attualmente rimane ben poco. Al tempo degli scavi del 1934 esso misurava circa 2 metri di altezza con una base a forma ovale di circa 67 m. per 46 m.

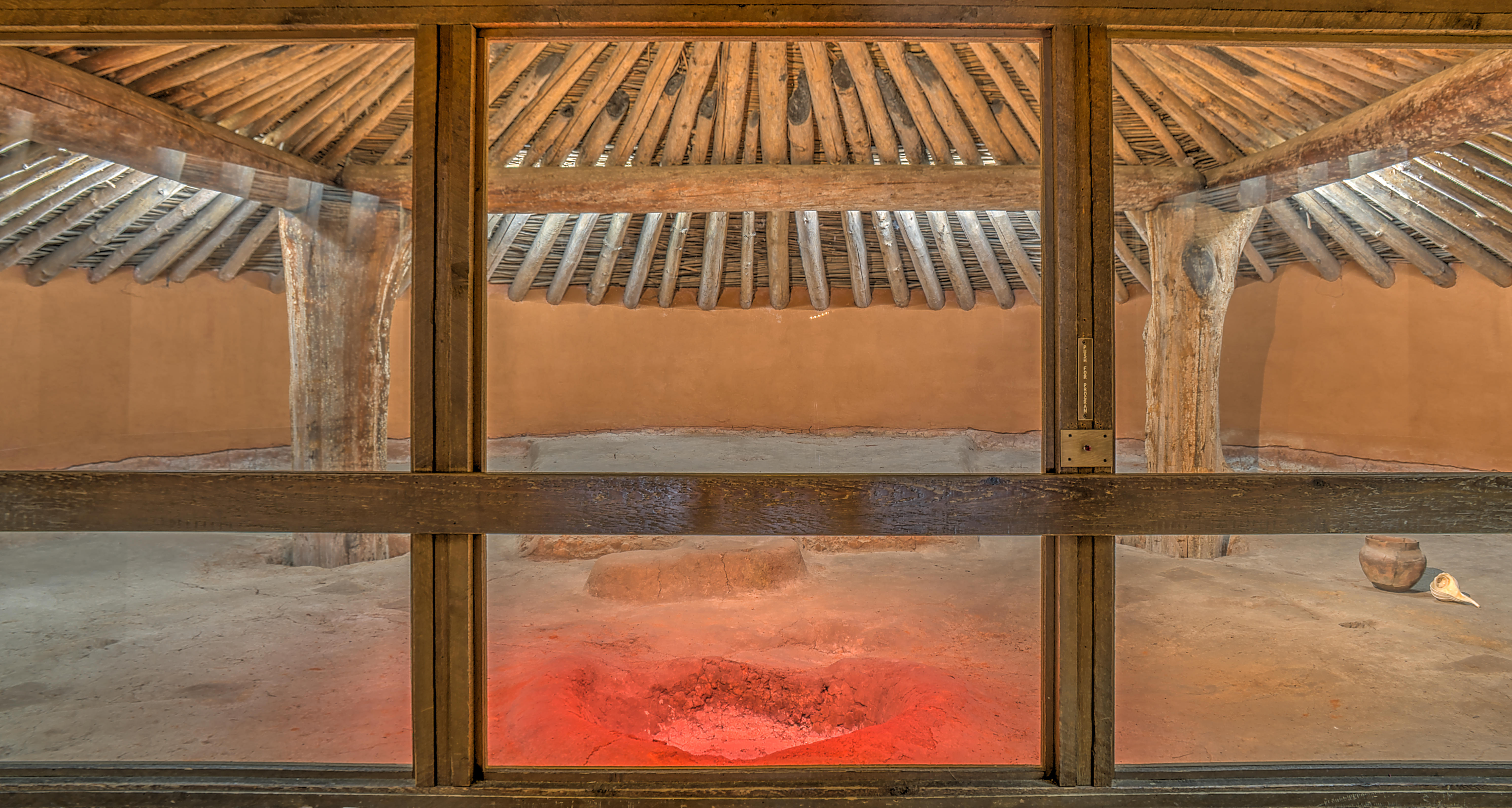
Interno della earth lodge

Di fronte al Tumulo del Campo di grano, a poche decine di metri in direzione sud-est si trova la struttura chiamata earthlodge. Si tratta della ricostruzione di una struttura rinvenuta durante gli scavi effettuati nel 1934. La struttura, datata al carbonio al 1015 d.C. era adibita ad importanti riunioni o celebrazioni religiose per cui viene anche chiamata Council Chamber (Sala di consiglio) o  Ceremonial Council Chamber (Sala delle cerimonie).
Il Tumulo di Sud-Est (Southeast Mound o Mound E) è un piccolo tumulo che si trova appunto a circa 300 metri a sud-est del Mound D, nella zona a sud della ferrovia. È una piccola cupola di un metro di altezza a base ovale di 6 metri per 5.
I quattro mound A, C, D ed E, delimitavano l'insediamento mississippiano. In particolare: la linea fra il Mound A ed il Mound C costituiva il confine ovest, mentre la linea fra il Mond D ed il Mound E, costituiva il confine est. Verso nord la città si estendeva ancora un po' oltre la linea fra il Mound C ed il Mound D, mentre a sud oltre la linea fra il Mound A ed il Mound D il terreno digradava rapidamente verso le paludi del Walnut Creek e quindi questa linea era il confine sud. A nord del Tumulo del Campo di grano sono tuttora visibili i resti di un fossato che circondava l'insediamento a scopi difensivi.
Nella zona nord del sito, al di fuori dell'insediamento suddetto, ci sono altri due tumuli: il Tumulo McDougal ed il Tumulo Dunlap. Questi tumuli, anche se posti fuori della città, fanno parte della stessa cultura del resto del sito, anche se questa loro posizione suggerisce che siano stati costruiti successivamente al resto del sito. Il Tumulo McDougal si trova nell'estremità nord-ovest del sito a circa 700 m. a nord del Tumulo del Campo del grano. Ha una forma a cupola con base ellittica che misura circa 30 m. in direzione nord-sud e 12 m. in direzione est-ovest. In origine era più alto, ma fu eroso per la costruzione di una strada ed attualmente misura circa 4,5 m. di altezza dal suolo. Il Tumulo Dunlap si trova nella zona nord del sito, ma in posizione più centrale. È posto in cima ad una bassa collina che dista circa 500 m. dal Tumulo del Campo del grano. Ha una forma di cupola a base circolare con un diametro di circa 16 metri. La prolungata attività agricola nella zona ha eroso quasi del tutto il tumulo che attualmente ha una altezza di meno di un metro.
Oltre ai resti risalenti al periodo Mississippiano nel sito di Macon sono visibili anche resti più recenti. In particolare, nella zona centrale del sito, fra il Tumulo Funerario ed il Tumulo di Sud-Est, sono stati rinvenuti al tempo degli scavi effettuati nel 1936 dall'archeologo Arthur Kelly, i resti di un antico trading post risalente al 1690. Il trading post era formato da due edifici circondati da una palizzata di cinque lati circondata su quattro lati da un fossato. Il trading post era stato costruito dagli inglesi per commerciare con i Creek che abitavano al tempo nel sito. Durante gli scavi del Trading Post furono rinvenute diverse tombe di nativi americani contenenti prodotti di commercio di provenienza europea e principalmente inglese.

## Sito di Lamar
Il sito di Lamar si trova a circa 3 km a sud di Macon, in un'area gorenica del fiume Ocmulgee ed ha una superficie di 45 acri (facenti parte dei 702 acri complessivi del sito di Ocmulgee).
Il sito consiste di due tumuli ed un villaggio circondato da una palizzata. Il tumulo più grande (Mound A) ha la forma di una piramide tronca a base quadrata ed è altro circa 10 metri. Alla sommità piatta era probabilmente posta una earth lodge. Il tumulo B (Spiral Mound) ha una forma arrotondata, è alto circa 6 metri e, caratteristica rara, ha una rampa a spirale che porta alla sua sommità.
Secondo alcuni studiosi il sito di Lamar potrebbe essere la città principale della provincia di Ichisi visitata da Hernando de Soto nella sua spedizione del 1539.